# Žulová
Žulová är en stad i Tjeckien.   Den ligger i regionen Olomouc, i den östra delen av landet, 190 km öster om huvudstaden Prag. Žulová ligger 358 meter över havet och antalet invånare är 1 332.
Terrängen runt Žulová är kuperad åt sydväst, men åt nordost är den platt.Runt Žulová är det ganska tätbefolkat, med 54 invånare per kvadratkilometer. Närmaste större samhälle är Jeseník, 11,6 km sydost om Žulová. I omgivningarna runt Žulová växer i huvudsak blandskog.